# 二硅化钴
二硅化钴 (CoSi2) 是一种金属互化物，也是钴的一种硅化物。 它是一种超导体，转变温度为 1.4 K ，临界场为 105 Oe。